# Chang’e 6
Chang’e 6 (chinesisch 嫦娥六號 / 嫦娥六号, Pinyin Cháng'é Liùhào) ist eine unbemannte Mondsonde der Nationalen Raumfahrtbehörde Chinas, bestehend aus einem Orbiter, einem Lander und einem Rover. Die Sonde wurde im Mai 2024 mit einer Trägerrakete vom Typ Langer Marsch 5 vom Kosmodrom Wenchang auf Hainan gestartet und brachte im Folgemonat Bodenproben zurück zur Erde. Als Landeort waren drei Stellen auf der erdabgewandten Seite des Mondes bei 43°±2° südlicher Breite und 154°±4° westlicher Länge im südlichen Teil des Apollo-Kraters in der näheren Auswahl. Chang’e 6 landete am 1. Juni 2024 um 22:23 Uhr (UTC). Der Orbiter wartete nach dem Anflug auf einer S-förmigen Bahn in einem rückläufigen Orbit, wie er auch bei den bemannten Mondlandungen zum Einsatz kommen soll, auf die Aufstiegsstufe mit den Bodenproben.

## Geschichte
Im Zusammenhang mit der Mission Chang’e 5, die Proben vom Vulkanmassiv Mons Rümker im Oceanus Procellarum zurückbringen sollte, hatte man, wie bei Chang’e 3, neben der eigentlichen Sonde auch eine Reservesonde vorbereitet. Nach einem Fehlstart der Trägerrakete Langer Marsch 5 am 2. Juli 2017 verschob sich der Start von Chang’e 5 auf November 2020; die wesentlichen Komponenten der Reservesonde waren 2017 bereits fertiggestellt. Noch während man bei der Rakete den Fehler suchte, beschloss man, bei einem Erfolg der Mission Chang’e 5 das Reserveexemplar unter der Bezeichnung „Chang’e 6“ für eine zweite Probenrückführmission zum Mond zu schicken. Über Details wie die Frage, ob man auf der Vorder- oder der erdabgewandten Seite des Mondes landen sollte, wollte man erst nach dem Abschluss der Mission Chang’e 5 entscheiden. Dennoch unterzeichnete das französische Centre national d’études spatiales bereits am 25. März 2019 mit der Nationalen Behörde für Wissenschaft, Technik und Industrie in der Landesverteidigung eine Absichtserklärung über eine konkrete Zusammenarbeit bei den wissenschaftlichen Nutzlasten. Am 18. April 2019 veröffentlichte die Nationale Raumfahrtbehörde offiziell eine Einladung an Institutionen aus aller Welt, sich mit Nutzlasten an der Mission Chang’e 6 zu beteiligen, woraufhin gut 20 entsprechende Vorschläge eingingen.
Im weiteren Verlauf wurde das Missionskonzept mehrfach geändert. So wollte man im Sommer 2020 nicht mehr die Reservesonde von Chang’e 5 verwenden, sondern einen mobilen Lander. Wissenschaftler von der Fakultät für Raumfahrttechnik der Universität für Luft- und Raumfahrt Nanjing bauten 2021 einen 1,2 t schweren Prototyp, der dem Chang’e-3-Bus nicht unähnlich war, aber durch in die Stoßdämpfer der Landebeine eingebaute Aktoren jedes Bein in drei Richtungen bewegen konnte. Bei Tests im Labor wurde eine Schreitmethode erarbeitet, bei der immer drei Beine auf dem Boden blieben, während der Lander mit dem vierten Bein einen neuen Stand suchte. Der Lander bewegte sich dadurch sehr langsam, aber relativ sicher. Im Dezember 2021 verkündete jedoch Wu Yanhua, der stellvertretende Direktor der Nationalen Raumfahrtbehörde, dass man doch auf die Reservesonde von Chang’e 5 zurückgreifen und nur an einer Stelle Bodenproben entnehmen wollte.
Ursprünglich sollte bei der Mission ein von Russland zur Verfügung gestellter Detektor für Oberflächeneis mitgeführt werden. In China ist man in Bezug auf die praktische Nutzbarkeit von Mondeis jedoch eher skeptisch, und aufgrund geopolitischer Verwerfungen war ab 2022 eine russische Mitarbeit an Raumfahrtprojekten mit einem Unsicherheitsfaktor behaftet. Als Wang Qiong (王琼) vom Zentrum für Monderkundungs- und Raumfahrt-Projekte der Nationalen Raumfahrtbehörde am 21. September 2022 auf dem jährlichen Kongress der International Astronautical Federation in Paris die Internationale Mondforschungsstation vorstellte, erwähnte er Russland nicht mehr. Stattdessen war Wu Yanhua, der den Kongress vorzeitig verlassen hatte, mit einer chinesischen Delegation nach Islamabad gereist und hatte dort am 14. September 2022 mit Generalmajor Amer Nadeem, dem Direktor der Space and Upper Atmosphere Research Commission, ein Kooperationsabkommen über die Mitnahme des pakistanischen Cubesats iCube-Q bei der Mission unterzeichnet. Pakistans erster Cubesat iCube-1 war am 21. November 2013 vom Kosmodrom Jasny in Russland gestartet. Die Sonde selbst war Anfang September 2022 im Prinzip bereits fertiggestellt.

## Aufbau
Die gut 8 m hohe Sonde wurde unter Leitung der Chinesischen Akademie für Weltraumtechnologie gebaut, wobei die Shanghaier Akademie für Raumfahrttechnologie den Orbiter beisteuert. Beim Start hat die Sonde eine Masse von insgesamt 8,25 t, davon 5,45 t diergoler Treibstoff. Chang’e 6 besteht aus vier Modulen:
- dem in betanktem Zustand 3,8 t schweren Lander mit einem YF-36-Triebwerk mit zwischen 1,5 kN und 7,5 kN regelbarer Schubkraft sowie 16 Lageregelungstriebwerken mit 150 N, der 1–2 kg Gestein einsammeln soll[28]
- einer 500 kg schweren Aufstiegsstufe mit einem Haupttriebwerk von 3 kN Schubkraft sowie 20 Lageregelungstriebwerken mit 10 N, 25 N und 120 N, welche die Proben zurück in eine Mondumlaufbahn bringt
- dem 3,65 t schweren Orbiter mit einem Haupttriebwerk von 3 kN Schubkraft sowie 38 Lageregelungstriebwerken mit 10 N, 25 N und 150 N, an den die Aufstiegsstufe mit einem automatischen Rendezvousmanöver andockt
- der 300 kg schweren Wiedereintrittskapsel mit 12 Lageregelungstriebwerken von 5 N und 20 N Schubkraft, welche die Proben zur Erde zurückbringt[29][30]

Zum Zeitpunkt der Koppelung und Übergabe der entnommenen Bodenproben im Mondorbit besitzt die Aufstiegsstufe durch den Treibstoffverbrauch noch eine Masse von 400 kg, der Orbiter mit Wiedereintrittskapsel etwa 2 t.

## Probenentnahmegeräte
Für die Entnahme der Bodenproben dienen zwei Geräte: ein Kernlochbohrer und ein mechanischer Arm mit einem Grabegerät am Ende. Der Bohrer und das Gerät zur Entnahme von Oberflächenmaterial wurden an gegenüberliegenden Seiten der Sonde angebracht, die so landen soll, dass letzteres auf der sonnigen Seite liegt und der Bohrer im Schatten. Die Arbeit mit dem Grabegerät ist relativ anspruchsvoll und man will, dass die Techniker im Raumfahrtkontrollzentrum Peking den Boden gut sehen können. Auf der anderen Seite befürchtet man, dass der Bohrer mit seiner Leistungsaufnahme von 1000 W heiß laufen könnte. Er ist zwar so konstruiert, dass er bei Temperaturen von bis zu 180 °C noch ordnungsgemäß arbeitet (bei irdischen Bohrmaschinen liegt die maximale Arbeitstemperatur bei 100 °C), aber vorsichtshalber platzierte man den Bohrer lieber im Schatten.

### Bohrer
Der an der Polytechnischen Universität Harbin entwickelte und in der Fabrik 529 der Akademie für Weltraumtechnologie (航天五院529厂) in Peking gebaute Kernlochbohrer besitzt eine Wolframcarbid-Bohrkrone, deren Schneidekanten so geformt sind, dass sie für alle Arten von Gestein bis zu Mohshärte 8 geeignet ist; nach dem Prinzip der Schlagbohrmaschine soll der Bohrer durch Rotation und Stoß bis in 2 m Tiefe vordringen. Die innen hohle Bohrstange ist 2,5 m lang und besteht aus sowohl leichtem als auch festem Aluminium-Siliciumcarbid-Metallmatrix-Verbundwerkstoff (AlSiC). Durch das Innere der Bohrstange führt ein dünnwandiger Schlauch aus Aramid, der nach dem Ende des Bohrvorgangs mittels eines am unteren Ende eingenähten Federdraht-Mechanismus aus einer Formgedächtnislegierung verschlossen und mit einem Drahtseil nach oben herausgezogen werden soll. Der Schlauch hält einerseits das Material des Bohrkerns zusammen, verhindert eine Vermischung des durch den Schlagbohrer stark pulverisierten Materials und bewahrt so die Abfolge der verschiedenen Bodenschichten. Andererseits erlaubt es der weiche Aramidschlauch, den Bohrkern zu biegen und in einem torusförmigen Behälter aufzuwickeln. Dieser wird anschließend mit einem Kranarm in einen auf der Oberseite der Aufstiegsstufe befindlichen, zylinderförmigen Transportbehälter gehoben, der vom Forschungsinstitut 510 der Chinesischen Akademie für Weltraumtechnologie in Lanzhou entwickelt wurde.

### Grabegerät
Für Regolith-Proben von der Mondoberfläche benutzt man einen – ebenfalls in Harbin entwickelten – mechanischen Arm mit einem Grabegerät am Ende. Der 3,7 m lange, nur 3,1 kg schwere Arm aus AlSiC ermöglicht es dank drei Gelenken und vier Freiheitsgraden sowie einem Schwenkbereich von 120°, auf einer Fläche von sieben bis acht Quadratmetern Proben zu nehmen. Die Motoren an den Gelenken des Arms besitzen ein relativ großes Drehmoment von 200 Nm, um Oberflächenmaterial in verschiedenem Zustand der Verwitterung aufnehmen zu können. Um die Probenentnahme zu überwachen und besser steuern zu können, befindet sich am Ende des Arms eine Kamera für Nahaufnahmen, und weiter oben eine Kamera für Aufnahmen aus einer gewissen Entfernung.
Das eigentliche Grabegerät ist um seine Mitte drehbar an dem mechanischen Arm montiert. An einem Ende befindet sich eine an der Vorderkante leicht gezackte Schaufel, die nach dem Prinzip des Hochlöffelbaggers wie eine Planierraupe nach vorne schiebend Bodenproben aufnimmt. Über die Schaufel schiebt sich nach der Probenentnahme eine halbröhrenförmige Schutzhaube, um ein Herausrieseln des Regolith zu verhindern. Am anderen Ende des Grabegeräts befindet sich, wahlweise nach vorne schwenkbar, eine rund um den unteren Rand mit acht kleinen, haifischzahnförmigen Klingen versehene Röhre, die senkrecht auf den Boden gedrückt wird. Wenn der Rand der Röhre fest auf der Mondoberfläche sitzt, werden die leicht gekrümmten Klingen wie Blütenblätter nach innen geklappt. Sie schneiden dadurch eine halbkugelförmige Probe aus dem Boden und verschließen die Röhre.
Jede Schaufel bzw. Röhre voll Regolith wird am vorderen Ende des Arms in einem zylinderförmigen Probenaufnahmebehälter auf der Oberseite des Landers einzeln untergebracht. So wird sichergestellt, dass die Proben von verschiedenen Stellen nicht miteinander in Kontakt kommen. Wenn der Probenaufnahmebehälter voll ist, wird er verschlossen. Nun kommt ein Greifmechanismus am mechanischen Arm zum Einsatz, der den Probenaufnahmebehälter zur Aufstiegsstufe hochhebt und ihn mit Hilfe der Nahaufnahme-Kamera an seinem vorderen Ende im Inneren des torusförmigen Bohrkernbehälters platziert. Die Positionierung erfolgt mit einer Abweichung von maximal 1,5 mm. Zum Schluss wird von der Seite der äußere Deckel über den Transportbehälter geschwenkt, der eine Dichtung aus Weichmetall und elastischen Komponenten besitzt. Damit wird der Behälter gasdicht versiegelt, um eine Kontamination der Proben auf dem Weg ins Labor zu vermeiden.

## Wissenschaftliche Nutzlasten
Wie bei der Mission Chang’e 5 sind für die Probenentnahme zwei Tage eingeplant. Während dieser Zeit – beim Start der Aufstiegsstufe wird der Lander voraussichtlich beschädigt – sollen folgende Nutzlasten Daten sammeln:
- Radon-Detektor (Detection of Outgassing Radon, DORN, Institut de Recherche en Astrophysique et Planétologie, Toulouse) zur Messung der Alphastrahlung, die beim Zerfall des radioaktiven Elements Radon entsteht, das wiederum ein Zerfallsprodukt von Uran und Thorium ist. Das zusammen mit dem Institut für Geologie und Geophysik der Chinesischen Akademie der Wissenschaften entwickelte, 4,5 kg schwere und 5 Millionen Euro teure Gerät[44] kann die Alphateilchen in einem Umkreis von mehreren Dutzend Metern registrieren. Durch die unterschiedlichen Halbwertszeiten der Isotope 222Rn (3,8 Tage) und 220Rn (56 Sekunden) ist es möglich, zwischen direkt an der Landestelle austretendem und aus größerer Entfernung herangetragenem Radon zu unterscheiden und so einen Einblick in den Gastransport in der – äußerst dünnen – Exosphäre des Mondes zu bekommen.[45] Anfang April 2023 hatte der Detektor den Rütteltest für die Belastungen beim Start bestanden. Nach weiteren Tests auf Hitze, Kälte und Vakuum[46] wurde er Ende Juli 2023 nach China gebracht.[44]
- Detektor für negativ geladene Ionen (Negative Ions at the Lunar Surface, NILS, Institutet för rymdfysik, Kiruna),[19][14] ein Nachfolgemodell des Solar Wind Monitor (SWIM), der als Teil des Sub keV Atom Reflecting Analyser (SARA) auf dem indischen Mondorbiter Chandrayaan-1 mitflog.[47] Mit NILS will man herausfinden, ob es neben neutralen Wasserstoffatomen und Protonen auch negativ geladene Ionen gibt, die beim Auftreffen des Sonnenwinds auf die Mondoberfläche entstehen und von dort zurückgeworfen werden. Das zusammen mit dem Nationalen Zentrum für Weltraumwissenschaften entwickelte Gerät soll für mindestens 30 Minuten nach der Landung arbeiten und dabei die Teilchenstromdichte der eventuell vorhandenen Ionen messen sowie eine grobe Abschätzung ihrer Masse durchführen.[48]

Seitlich am Gehäuse des Landers befindet sich ein halbkugelförmiger Laser-Retroreflektor der Laboratori Nazionali di Frascati (eine Abteilung des Istituto Nazionale di Fisica Nucleare). Der gemeinsam mit dem Institut für Informationsgewinnung durch Luft- und Raumfahrt der Chinesischen Akademie der Wissenschaften entwickelte Reflektor unterstützt die Bestimmung der Orbitaldaten und die Navigation von Satelliten im lunaren Raum. Durch Lasermessungen sollen die dynamischen Abläufe zwischen Erde und Mond über einen längeren Zeitraum dokumentiert werden, es sollen die Libration, also die Taumelbewegung des Mondes, sowie die Mondgezeiten, also die periodische Deformation der Mondkruste durch die Gezeitenkraft der Erde erforscht werden.

## Landestelle
Während man 2021 bei der Chinesischen Akademie für Weltraumtechnologie noch hoffte, Eisproben vom Südpol des Mondes zurückbringen zu können, entschieden die Wissenschaftler um Zeng Xingguo (曾兴国, * 1988) vom Schwerpunktlabor für Mond- und Tiefraumerkundung (月球与深空探测重点实验室) bei den Nationalen Astronomischen Observatorien der Chinesischen Akademie der Wissenschaften, dass es nicht nur wegen technischer Herausforderungen – die Eisproben dürfen beim Wiedereintritt in die Erdatmosphäre nicht schmelzen – sondern auch unter geologischen Aspekten besser wäre, weiter nördlich im Südpol-Aitken-Becken zu landen. Man erhofft sich, dort Erklärungen für die Unterschiede bei der Dicke der Mondkruste, der thermischen Struktur, der Geochemie und vor allem dem Vorkommen radioaktiver Elemente und KREEP auf der Vorder- und der Rückseite des Mondes zu finden. Hierfür fasste man den vor etwa 4 Milliarden Jahren entstandenen Apollo-Krater ins Auge. Bei dem Einschlag, der diesen Krater erzeugte, wurde zwar der ursprüngliche Boden des Südpol-Aitken-Beckens durchschlagen, die Wissenschaftler hoffen jedoch, dass etwas von diesem, rund 200 Millionen Jahre älteren Material auf den Rand des Kraters hinausgeschleudert wurde, möglicherweise zusammen mit Mantelgestein aus den Tiefen des Mondes.
Da der Lander von Chang’e 6 als Startrampe für die Aufstiegsstufe fungiert, darf er maximal um 8° aus der Horizontalen geneigt stehen. Nur so ist ein korrekter Rückstart gewährleistet. Für eine sichere Landung dürfen auch nicht zu viele Krater und Bodenerhebungen vorhanden sein. Zeng Xingguo und seine Kollegen entschieden sich für drei mögliche Stellen am südlichen Rand des Apollo-Kraters, die durch geschmolzenes Gestein von späteren Einschlägen relativ flach sind:

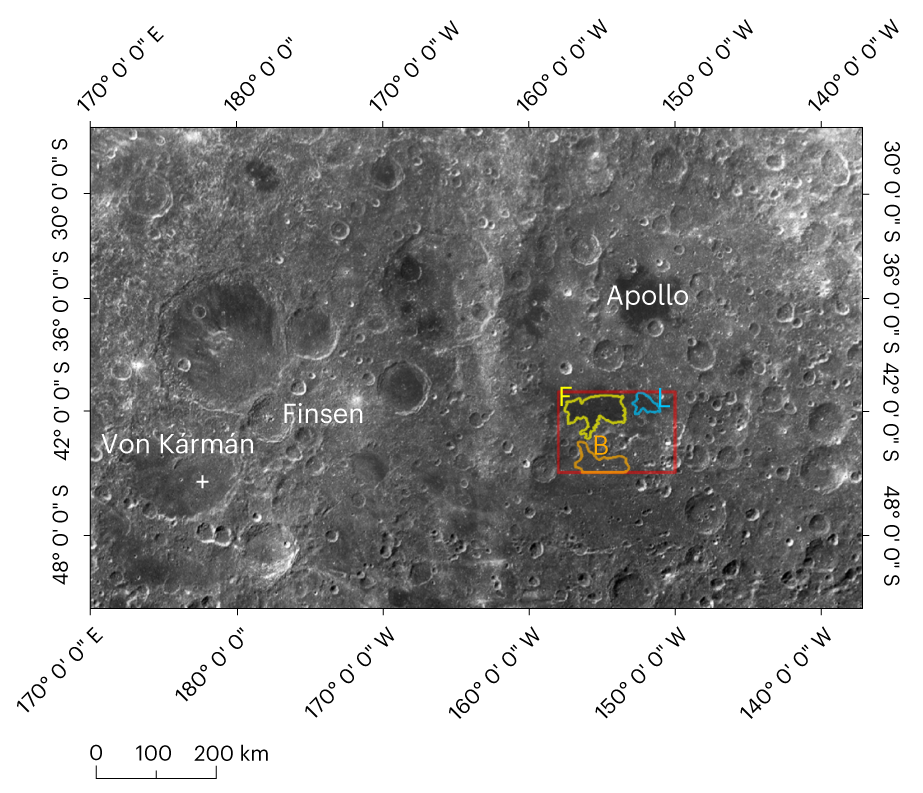
Die ins Auge gefassten Landestellen. Das Kreuz im Von-Kármán-Krater markiert die Landestelle von Chang’e 4.

| Bezeichnung      | Zentrum           | Höhe    | Neigung | Krateranteil | Alter                 | erwartetes Gestein                                           |
| ---------------- | ----------------- | ------- | ------- | ------------ | --------------------- | ------------------------------------------------------------ |
| F („flat plain“) | 42,0° S, 155,0° W | −5197 m | 2,36°   | 8,61 %       | 2,4 Milliarden Jahre  | unverfälschter Mare-Basalt                                   |
| L („low plain“)  | 41,4° S, 152,0° W | −5277 m | 2,37°   | 10,36 %      | 3,43 Milliarden Jahre | Mare-Basalt mit Auswurfmaterial von Nachbarkratern           |
| B („base plain“) | 44,3° S, 155,0° W | −4172 m | 3,59°   | 12,71 %      | 3,86 Milliarden Jahre | vulkanisch an die Oberfläche getragener, magmatischer Gabbro |

## Missionsverlauf
Der Start von Chang’e 6 erfolgte am 3. Mai 2024 um 09:27 Uhr UTC. Die Sonde erreichte am 8. Mai um 02:21 UTC den Mond und ging in eine elliptische Umlaufbahn von etwa 200 bis 380.000 km Höhe über. Ebenfalls am 8. Mai wurde iCube-Q ausgesetzt. Die Umlaufbahn wurde danach sukzessive kreisförmiger. Chang'e 6 umkreiste den Mond 20 Tage lang, um eine geeignete Landestelle zu finden. Danach wurde das Landemodul abgetrennt. Am 1. Juni 2024 um 22:23 UTC erreichte es die Mondoberfläche im südlichen Bereich des Apollo-Kraters. Die Solarmodule und die Antenne wurden ausgefahren sowie die wissenschaftlichen Nutzlasten abgesetzt. Die Kommunikation mit dem Relais-Satelliten Queqiao-2 wurde erfolgreich hergestellt, um Daten von der Rückseite des Mondes zur Erde zu übertragen. Es wurden Bodenproben entnommen, deren Masse 2 kg betragen sollte.
Am 3. Juni 2024 um 23:38 Uhr UTC startete die mit Bodenproben beladene Aufstiegsstufe der Sonde von der Rückseite des Mondes und erreichte die vorbestimmte Umlaufbahn um den Mond. Es war das erste Mal in der Geschichte der Menschheit, dass eine Raumsonde Gesteinsproben von der erdabgewandten Seite des Mondes sammelte und abtransportierte. Am 6. Juni um 06:48 Uhr koppelte das Aufstiegsmodul an den Orbiter an, und die Proben wurden an Letzteren übergeben. Am 20. Juni 2024 begann die Rückkehr der Probenkapsel zur Erde, wo sie am 25. Juni in der chinesischen Provinz Innere Mongolei landete.